# Georg Pfeiffer (Turner)
Georg Pfeiffer (* 1897 in Griesheim – heute Frankfurt-Griesheim; † 29. August 1967 in Bad Blankenburg) war ein deutscher Turner und Turnlehrer.

## Leben
Pfeiffer war nach dem Ersten Weltkrieg unter anderem Initiator der damaligen Frankfurter Vereins- und Länderwettkämpfe im Kunstturnen. 1925 absolvierte er an der Deutschen Hochschule für Leibesübungen in Berlin die Ausbildung zum Turnlehrer.
Er war Angehöriger der sogenannten Amerika-Riege (siehe hierzu Deutschlandriege) des Deutschen Turner-Bunds, die im Rahmen einer sechswöchigen Reise in die Vereinigten Staaten beim National TurnFest Louisville, Kentucky, turnte. Zu dieser Zeit war er bereits verheiratet.
Ab 1935 war er bis zu Kriegsbeginn als Turnlehrer beim Krefelder Turnverein 1855 angestellt.
Er war als mehrjähriger Geschäftsführer und Turnlehrer maßgeblich am Erfolg der Turner von Eintracht Frankfurt beteiligt. Einer seiner Schüler war Olympiasieger Ernst Winter. 1941 nahm er die Schulleiterstelle an der Reichsbundschule für Leibesübungen in Bad Blankenburg an.
Nach dem Zweiten Weltkrieg war er zunächst Werkschutzleiter und BGL-Vorsitzender im RFT-Werk Blankenburg tätig. 1953 wurde er Trainer der SV Wissenschaft an der Friedrich-Schiller-Universität Jena. Kurz darauf wurde er Sportleiter der Abteilung Studentische Körpererziehung und war zeitweise auch Vorsitzender der Hochschulsportgemeinschaft. Unter anderem leitete er dort 1958 die Wettkämpfe im Rahmen des 500-jährigen Jubiläums der Universität. Wegen einer Operation im Mai 1960 wusste er seine Tätigkeit aufgeben.
Pfeiffer starb nach schwerer Krankheit kurz vor Vollendung seines 70. Lebensjahres.